# Liga 3 de Indonesia 2024-25
La temporada 2024-25 Liga Nusantara es la novena temporada con el nombre actual y la décima temporada con la estructura liguera actual.
Esta temporada es la primera que esta liga es administrada por Nueva Liga de Indonesia (en Indonesio Liga Indonesia Baru) después de que la temporada pasada fue administrada por la Asociación Provincial de PSSI para la ronda provincial y PSSI para la ronda nacional.

## Equipos participantes
Esta temporada compiten 18 equipos, ocho equipos que descendieron de la Liga 2 y diez equipos de la tercera y cuarta ronda de la Ronda Nacional de la temporada pasada.

### Ascensos y descensos
| Ascendidos a Liga 2 | Ascendidos a Liga 2 | Ascendidos a Liga 2 |
| Grupo               | Pos.                | Equipo              |
| ------------------- | ------------------- | ------------------- |
| I                   | 1.º                 | Adhyaksa            |
| I                   | 2.º                 | Dejan               |
| I                   | 3.º                 | Persikas            |
| II                  | 1.º                 | Persibo             |
| II                  | 2.º                 | Persikota           |
| II                  | 3.º                 | Persiku             |

| Descendidos de Liga 2 | Descendidos de Liga 2 | Descendidos de Liga 2 |
| Grupo                 | Pos.                  | Equipo                |
| --------------------- | --------------------- | --------------------- |
| A                     | 3.°                   | Perserang             |
| A                     | 4.°                   | Sumut United          |
| B                     | 3.°                   | PSDS                  |
| B                     | 4.°                   | Persikab              |
| C                     | 3.°                   | Sulut United          |
| C                     | 4.°                   | Persiba Balikpapan    |
| D                     | 3.°                   | PSCS                  |
| D                     | 4.°                   | Kalteng Putra         |

### De la temporada pasada
| Ronda   | Grupo | Pos. | Equipo          |
| ------- | ----- | ---- | --------------- |
| Cuarta  | I     | 4.º  | Persekabpas     |
| Cuarta  | II    | 4.º  | Tornado         |
| Tercera | I     | 3.º  | Waanal Brothers |
| Tercera | I     | 4.º  | PSM Madiun      |
| Tercera | II    | 3.º  | PSGC            |
| Tercera | II    | 4.º  | NZR Sumbersari  |
| Tercera | III   | 3.º  | Persipasi       |
| Tercera | III   | 4.º  | Persipani       |
| Tercera | IV    | 3.º  | Persiba Bantul  |
| Tercera | IV    | 4.º  | 757 Kepri Jaya  |

## Información de los equipos

### Estadio y ubicación
| Equipo             | Ciudad o Regencia | Estadio              | Capacidad |
| ------------------ | ----------------- | -------------------- | --------- |
| 757 Kepri Jaya     | Batam             | Gelora Citramas      | 500       |
| NZR Sumbersari     | Malang            | Gajayana             | 25,000    |
| Persekabpas        | Pasuruan          | R. Soedarsono        | 10,000    |
| Perserang          | Serang            | Maulana Yusuf        | 15,000    |
| Persiba Balikpapan | Balikpapan        | Batakan              | 40,000    |
| Persiba Bantul     | Bantul            | Sultan Agung         | 35,000    |
| Persikab           | Bandung           | Jalak Harupat        | 27,000    |
| Persipani          | Paniai            | Soeharto             | 3,000     |
| Persipasi          | Bekasi            | Patriot Chandrabhaga | 30,000    |
| PSCS               | Cilacap           | Wijayakusuma         | 20,000    |
| PSDS               | Deli Serdang      | Baharuddin Siregar   | 15,000    |
| PSGC               | Ciamis            | Galuh                | 20,000    |
| PSM Madiun         | Madiun            | Wilis                | 25,000    |
| Sumut United       | Karo              | Samura               | 1,000     |
| Tornado            | Pekanbaru         |                      |           |
| Waanal Brothers    | Mimika            | Wania Imipi          | 10,000    |

### Personal y kits
| Equipo             | Entrenador           | Capitán              | Proveedor        | Patrocinador          | Patrocinador            |
| Equipo             | Entrenador           | Capitán              | Proveedor        | Principal             | Otros Patrocinadores    |
| ------------------ | -------------------- | -------------------- | ---------------- | --------------------- | ----------------------- |
| 757 Kepri Jaya     | Bandera de Indonesia | Bandera de Indonesia | FAT              | Indofood              | Bintan Resorts          |
| NZR Sumbersari     | Agus Yuwono          | Bandera de Indonesia | Samba            | W&B                   | NZR Group               |
| Persekabpas        | Masdra Nurriza       | Bandera de Indonesia | TM               | Bandera de Indonesia  | Bandera de Indonesia    |
| Perserang          | Ricky Riskandi       | Suandi               | CRV              |                       |                         |
| Persiba Balikpapan | Amir Yusuf Pohan     | Bandera de Indonesia | Equalnesia       | Cindara Pratama Group | MIP Poultry             |
| Persiba Bantul     | Bandera de Indonesia | Bandera de Indonesia | Almer            | Muncul Group          | Sedayu General Hospital |
| Persikab           | Rasiman              | Bandera de Indonesia | Print Sport      | Bandera de Indonesia  | Bandera de Indonesia    |
| Persipani          | Bandera de Indonesia | Bandera de Indonesia | SLEMN24          | Anak Negeri Paniai    | Bandera de Indonesia    |
| Persipasi          | Bandera de Indonesia | Mochamad Adam Malik  | Adhoc            |                       | Adhoc                   |
| PSCS               | Supriyono            | Bandera de Indonesia | Nine             | PSF Group             | Bandera de Indonesia    |
| PSDS               | Slamet Riyadi        | Raka Askara          | WWJD Sport       | Aura Air Minum        | WWJD Sport              |
| PSGC               | Herry Kiswanto       | Ganjar Kurniawan     | Zestien          | Bank BJB              | Rizquna Tour & Travel   |
| PSM Madiun         | Bandera de Indonesia | Bandera de Indonesia | Leezuard         | Bandera de Indonesia  | Bandera de Indonesia    |
| Sumut United       | Ridwan Saragih       | Bandera de Indonesia | Bocorocco Active |                       |                         |
| Tornado            | I Wayan Sukadana     | Feri Aman Saragih    | Oliver           |                       |                         |
| Waanal Brothers    | Sahala Saragih       | Bandera de Indonesia | QZF              | Waanal Coffee & Co    |                         |

## Cambio de entrenadores
| Equipo | Entrenador principal saliente | Tipo de salida | Fecha de vacante | Jornada | Ronda | Posición en la tabla | Posición en la tabla | Entrenador entrante | Fecha de nombramiento |
| Equipo | Entrenador principal saliente | Tipo de salida | Fecha de vacante | Jornada | Ronda | Grupo                | Posición             | Entrenador entrante | Fecha de nombramiento |
| ------ | ----------------------------- | -------------- | ---------------- | ------- | ----- | -------------------- | -------------------- | ------------------- | --------------------- |
|        |                               |                |                  |         |       |                      |                      |                     |                       |

## Ronda Preliminar
Los 18 equipos se dividieron en tres grupos según su ubicación geográfica. Esta ronda preliminar se juega en casa y fuera de casa, donde los dos mejores equipos de cada grupo se clasifican para la ronda de play-off de ascenso, mientras que los otros cuatro equipos de cada grupo se clasifican para la ronda de play-off de descenso.

### Distribución de grupos
| Equipos de la temporada 2024-25 | Equipos de la temporada 2024-25 |
| Grupo Oeste                     | Grupo Este                      |
| ------------------------------- | ------------------------------- |
| 757 Kepri Jaya                  | NZR Sumbersari                  |
| Perserang                       | Persekabpas                     |
| Persikab                        | Persiba Balikpapan              |
| Persipasi                       | Persiba Bantul                  |
| PSDS                            | Persipani (Descenso)            |
| PSGC                            | PSCS                            |
| Sada Sumut                      | PSM Madiun                      |
| Tornado                         | Waanal Brothers                 |

### Grupo Oeste
| Pos. | Equipo         | Pts. | PJ | G | E | P  | GF | GC | Dif. | Clasificación                               |
| ---- | -------------- | ---- | -- | - | - | -- | -- | -- | ---- | ------------------------------------------- |
| 1    | Tornado        | 29   | 14 | 9 | 2 | 3  | 27 | 14 | +13  | Clasificación para la Play-offs de Ascenso  |
| 2    | Sada Sumut     | 26   | 14 | 7 | 5 | 2  | 19 | 13 | +6   | Clasificación para la Play-offs de Ascenso  |
| 3    | PSGC           | 26   | 14 | 7 | 5 | 2  | 19 | 13 | +6   | Clasificación para la Play-offs de Ascenso  |
| 4    | Persikab       | 22   | 14 | 6 | 4 | 4  | 19 | 14 | +5   | Clasificación para la Play-offs de Descenso |
| 5    | Persipasi      | 20   | 14 | 6 | 2 | 6  | 20 | 14 | +6   | Clasificación para la Play-offs de Descenso |
| 6    | 757 Kepri Jaya | 18   | 14 | 5 | 3 | 6  | 25 | 20 | +5   | Clasificación para la Play-offs de Descenso |
| 7    | Perserang      | 15   | 14 | 4 | 3 | 7  | 21 | 22 | −1   | Clasificación para la Play-offs de Descenso |
| 8    | PSDS           | 0    | 14 | 0 | 0 | 14 | 6  | 52 | −46  | Clasificación para la Play-offs de Descenso |

Los primeros partidos se disputarán el 24 de enero de 2025.
 Fuente: Liga Nusantara
Criterios de clasificación: Puntos · Puntos en el enfrentamiento directo · Diferencia de goles en el enfrentamiento directo · Goles marcados en el enfrentamiento directo · Diferencia de goles · Goles marcados · Puntos de juego limpio · Empate.

### Grupo Este
| Pos. | Equipo             | Pts. | PJ | G | E | P  | GF | GC | Dif. | Clasificación                               |
| ---- | ------------------ | ---- | -- | - | - | -- | -- | -- | ---- | ------------------------------------------- |
| 1    | Persiba Balikpapan | 25   | 12 | 7 | 4 | 1  | 21 | 11 | +10  | Clasificación para la Play-offs de Ascenso  |
| 2    | Persekabpas        | 24   | 12 | 8 | 0 | 4  | 30 | 16 | +14  | Clasificación para la Play-offs de Ascenso  |
| 3    | NZR Sumbersari     | 24   | 12 | 7 | 3 | 2  | 22 | 14 | +8   | Clasificación para la Play-offs de Ascenso  |
| 4    | Waanal Brothers    | 22   | 12 | 6 | 4 | 2  | 19 | 14 | +5   | Clasificación para la Play-offs de Descenso |
| 5    | Persiba Bantul     | 11   | 12 | 3 | 2 | 7  | 15 | 20 | −5   | Clasificación para la Play-offs de Descenso |
| 6    | PSM Madiun         | 9    | 12 | 2 | 3 | 7  | 11 | 29 | −18  | Clasificación para la Play-offs de Descenso |
| 7    | PSCS               | 2    | 12 | 0 | 2 | 10 | 11 | 25 | −14  | Clasificación para la Play-offs de Descenso |
| 8    | Persipani (D)      | 0    | 0  | 0 | 0 | 0  | 0  | 0  | 0    | Retirado                                    |

Los primeros partidos se disputarán el 25 de enero de 2025.
 Fuente: Liga Nusantara
Criterios de clasificación: Puntos · Puntos en el enfrentamiento directo · Diferencia de goles en el enfrentamiento directo · Goles marcados en el enfrentamiento directo · Diferencia de goles · Goles marcados · Puntos de juego limpio · Empate.
Notas:
1. ↑  El Persipani fue declarado descalificado por la PSSI Komdis por no enviar jugadores y entrenadores del personal oficial a tres partidos consecutivos, con sanciones en forma de descenso y una multa de 150.000.000 IDR.

## Play-offs de Ascenso
Los play-offs de ascenso se jugarán en partidos de ida y vuelta dentro de una mini liga de seis equipos. Los tres mejores equipos ascenderán a la Liga 2 la temporada siguiente y el ganador de la ronda de play-off de ascenso se coronará campeón de la Liga 3.
| Pos. | Equipo   | Pts. | PJ | G | E | P | GF | GC | Dif. |                                 |
| ---- | -------- | ---- | -- | - | - | - | -- | -- | ---- | ------------------------------- |
| 1    | Equipo A | 0    | 0  | 0 | 0 | 0 | 0  | 0  | 0    | Campeón y ascendido a la Liga 2 |
| 2    | Equipo B | 0    | 0  | 0 | 0 | 0 | 0  | 0  | 0    | Ascenso a la Liga 2             |
| 3    | Equipo C | 0    | 0  | 0 | 0 | 0 | 0  | 0  | 0    | Ascenso a la Liga 2             |
| 4    | Equipo D | 0    | 0  | 0 | 0 | 0 | 0  | 0  | 0    |                                 |
| 5    | Equipo E | 0    | 0  | 0 | 0 | 0 | 0  | 0  | 0    |                                 |
| 6    | Equipo F | 0    | 0  | 0 | 0 | 0 | 0  | 0  | 0    |                                 |

Los primeros partidos se disputarán el 2025.
 Fuente: Liga 3
Criterios de clasificación: Puntos · Puntos en el enfrentamiento directo · Diferencia de goles en el enfrentamiento directo · Goles marcados en el enfrentamiento directo · Diferencia de goles · Goles marcados · Puntos de juego limpio · Empate.
| Ascienden a Liga 2 |

| Bandera de ? | Bandera de ? | Bandera de ? |
| 1º           | 2º           | 3º           |
| Campeón      | Subcampeón   | Tercera      |

## Play-offs de Descenso
Los 10 equipos se dividieron en dos grupos y esta ronda se jugó en casa. Los cuatro últimos equipos de cada grupo descenderán a la Liga 4 la temporada siguiente.

### Grupo J
| Pos. | Equipo   | Pts. | PJ | G | E | P | GF | GC | Dif. |                        |
| ---- | -------- | ---- | -- | - | - | - | -- | -- | ---- | ---------------------- |
| 1    | Equipo A | 0    | 0  | 0 | 0 | 0 | 0  | 0  | 0    |                        |
| 2    | Equipo B | 0    | 0  | 0 | 0 | 0 | 0  | 0  | 0    |                        |
| 3    | Equipo C | 0    | 0  | 0 | 0 | 0 | 0  | 0  | 0    | Descendido a la Liga 4 |
| 4    | Equipo D | 0    | 0  | 0 | 0 | 0 | 0  | 0  | 0    | Descendido a la Liga 4 |
| 5    | Equipo E | 0    | 0  | 0 | 0 | 0 | 0  | 0  | 0    | Descendido a la Liga 4 |
| 6    | Equipo F | 0    | 0  | 0 | 0 | 0 | 0  | 0  | 0    | Descendido a la Liga 4 |

Los primeros partidos se disputarán el 2025.
 Fuente: Liga 3
Criterios de clasificación: Puntos · Puntos en el enfrentamiento directo · Diferencia de goles en el enfrentamiento directo · Goles marcados en el enfrentamiento directo · Diferencia de goles · Goles marcados · Puntos de juego limpio · Empate.

### Grupo K
| Pos. | Equipo   | Pts. | PJ | G | E | P | GF | GC | Dif. |                        |
| ---- | -------- | ---- | -- | - | - | - | -- | -- | ---- | ---------------------- |
| 1    | Equipo A | 0    | 0  | 0 | 0 | 0 | 0  | 0  | 0    |                        |
| 2    | Equipo B | 0    | 0  | 0 | 0 | 0 | 0  | 0  | 0    |                        |
| 3    | Equipo C | 0    | 0  | 0 | 0 | 0 | 0  | 0  | 0    | Descendido a la Liga 4 |
| 4    | Equipo D | 0    | 0  | 0 | 0 | 0 | 0  | 0  | 0    | Descendido a la Liga 4 |
| 5    | Equipo E | 0    | 0  | 0 | 0 | 0 | 0  | 0  | 0    | Descendido a la Liga 4 |
| 6    | Equipo F | 0    | 0  | 0 | 0 | 0 | 0  | 0  | 0    | Descendido a la Liga 4 |

Los primeros partidos se disputarán el 2025.
 Fuente: Liga 3
Criterios de clasificación: Puntos · Puntos en el enfrentamiento directo · Diferencia de goles en el enfrentamiento directo · Goles marcados en el enfrentamiento directo · Diferencia de goles · Goles marcados · Puntos de juego limpio · Empate.
| Consiguen la Permanencia |

| Bandera de ? | Bandera de ? | Bandera de ? | Bandera de ? |
| 1º           | 2º           | 1º           | 2º           |
| Grupo I      | Grupo I      | Grupo II     | Grupo II     |